# Kemal Rüzgar
Kemal Rüzgar (* 20. Juni 1995 in Dillenburg) ist ein türkisch-deutscher Fußballspieler. Der Stürmer spielt für Şanlıurfaspor.

## Karriere

### Vereine
Rüzgar spielte bis Ende 2012 bei Fortuna Düsseldorf und wechselte anschließend in die Jugendabteilung von Bayer 04 Leverkusen. In der Winterpause der Saison 2014/15 kehrte er nach Düsseldorf zurück. Für die zweite Mannschaft der Fortuna debütierte er am 13. Februar 2015 bei der 0:4-Heimniederlage gegen Alemannia Aachen in der Regionalliga West. Eine Woche später erzielte er beim Auswärtsspiel gegen den VfL Bochum II sein erstes Tor zum 2:0-Endstand. In seiner ersten Spielzeit kam Rüzgar auf acht Tore bei 15 Einsätzen. Am 29. April 2016 stand er für das Zweitligaspiel gegen den MSV Duisburg erstmals im Kader der ersten Mannschaft und wurde bei der 1:2-Niederlage in der 83. Minute für Adam Bodzek eingewechselt.
Mitte Januar 2017 wurde Rüzgar bis Saisonende an den Drittligisten VfL Osnabrück verliehen. Sein erstes Tor für Osnabrück erzielte er in seinem ersten Spiel am 28. Januar 2017 beim 3:0-Heimsieg gegen Preußen Münster.
Ende Juni 2017 wurde er für ein Jahr an den Regionalligisten FC Viktoria Köln verliehen, anschließend wurde der Vertrag in Düsseldorf aufgelöst.
Danach unterschrieb Rüzgar einen Zweijahresvertrag beim türkischen Zweitligisten Altınordu Izmir. Nach Vertragsende verbrachte er ein halbes Jahr bei Çaykur Rizespor und wechselte nach einem Jahr beim Manisa FK im Januar 2022 zu Boluspor. Im Sommer 2022 schloss er sich dem Drittligisten Şanlıurfaspor an.

### Nationalmannschaft
Rüzgar spielte von 2012 bis 2013 siebenmal für die U18-Nationalmannschaft des türkischen Fußballverbandes und erzielte in den Spielen zwei Tore.